# Crabbea acaulis
Crabbea acaulis là một loài thực vật có hoa trong họ Ô rô. Loài này được N.E.Br. mô tả khoa học đầu tiên năm 1908.